# Hirtodrosophila nokogiri
Hirtodrosophila nokogiri är en tvåvingeart som först beskrevs av Toyohi Okada 1956.  Hirtodrosophila nokogiri ingår i släktet Hirtodrosophila och familjen daggflugor. Inga underarter finns listade i Catalogue of Life.